# Амерсфорт
Амерсфорт (хол. Amersfoort) је град у Холандији у покрајини Утрехт. Према процени из 2013. у граду је живело 150.779 становника.

## Становништво
Према процени, у граду је 2013. живело 150.779 становника.
| 1980.  | 1990.  | 2000.   | 2008.   |
| ------ | ------ | ------- | ------- |
| 88.097 | 99.403 | 126.143 | 141.202 |